# Czechosłowacja na Letnich Igrzyskach Olimpijskich 1936
Czechosłowację na Letnich Igrzyskach Olimpijskich 1936 reprezentowało 190 zawodników, 175 mężczyzn i 15 kobiet.

## Zdobyte medale
| Medal  | Zawodnik | Dyscyplina           | Konkurencja                   | Rezultat   |
| ------ | --- | -------------------- | ----------------------------- | ---------- |
| Złoto  | Jan Brzák Vladimír Syrovátka | Kajakarstwo          | C-2 1000 m                    | 4:50,1     |
| Złoto  | Zdeněk Škrland Václav Mottl | Kajakarstwo          | C-2 10 000 m                  | 50:33,5    |
| Złoto  | Alois Hudec | Gimnastyka           | Ćwiczenia na kółkach          | 19,433 pkt |
| Srebro | Bohuslav Karlík | Kajakarstwo          | C-1 1000 m                    | 5:36,9     |
| Srebro | Vlasta Foltová Vlasta Děkanová Zdena Veřmiřovská Matilda Pálfyová Anna Hřebřinová Božena Dobešová Marie Větrovská Jaroslava Bajerová | Gimnastyka           | Wielobój drużynowo            | 503,60 pkt |
| Srebro | Václav Pšenička | Podnoszenie ciężarów | Waga ciężka                   | 402,5 kg   |
| Srebro | Jozef Herda | Zapasy               | Waga lekka w stylu klasycznym | [ 5 ]      |
| Srebro | Josef Klapuch | Zapasy               | Waga ciężka w stylu wolnym    | [ 5 ]      |